# Ясиновский, Николай Николаевич
Никола́й Никола́евич Ясиновский (род. 1962) — советский, российский культурист, мастер спорта международного класса.

## Биография
Николай Николаевич Ясиновский родился в Воркуте в 1962 году. После службы в вооружённых силах поступил в Сыктывкарский педагогический институт. Начинал занятия атлетической гимнастикой. Позднее перевёлся в Московский институт физической культуры. Участвует в многочисленных соревнованиях различного уровня по культуризму.
В 1990 году выехал на показательные выступления в США, где получает предложение о смене места жительства. В этом же году эмигрировал в США.
Работал в спортклубе в городе Спокан, активно тренировался. Участвовал в любительских соревнованиях. К участию в профессиональных чемпионатах не допускался ввиду отсутствия гражданства США.
Ушел из профессионального спорта, зарабатывая в других отраслях. Собственный бизнес позволил ему обеспечить необходимый уровень дохода, чтобы перевезти из России жену и восьмилетнего сына.
В 1994 году получил карту профессионала Международной Федерации бодибилдинга.
Попал в автомобильную аварию, последствия которой препятствует занятиям профессиональным спортом.
В США был осуждён на 1,5 года лишения свободы. В 1997 году после выхода на свободу депортирован в Россию.
Автор книги «Железная Правда „Русского Кошмара“» ISBN 461-2-79-878529-6.

## Спортивные достижения в культуризме
- 1986 — Серебряный призёр чемпионата чемпион г. Москвы.
- 1987 — Серебряный призёр Кубка СССР.
- 1989 — Абсолютный чемпион г. Москва;
- 1990 — Абсолютный чемпион Японии;
- 1991 — Абсолютный чемпион Северо-запада США
- 1994 — Абсолютный чемпион Северо-запада США;
- 1992 — Серебряный призёр Чемпионата Центральной Америки и Карибских островов;